# Culloden (Trinidad y Tobago)
Culloden es una localidad de Trinidad y Tobago, que forma parte de la parroquia de St. David.

## Geografía
La localidad abarca parte de la isla de Tobago y limita al norte con el mar Caribe, al sur con Les Coteaux, al este con Moriah y Golden Lane y al oeste con Arnos Vale.

## Demografía
Datos demográficos de la localidad de Culloden:
| Gráfica de evolución demográfica de Culloden entre 2000 y 2011 |
|                                                                |